# Chabanais
Chabanais (okcitansko Chabanés/Chabanès) je naselje in občina v zahodnem francoskem departmaju Charente regije Poitou-Charentes. Leta 2010 je naselje imelo 1.877 prebivalcev.

## Geografija
Kraj se nahaja v pokrajini Limousin ob reki Vienne, 17 km južno od Confolensa.

## Uprava
Chabanais je sedež istoimenskega kantona, v katerega so poleg njegove vključene še občine Chabrac, Chassenon, Chirac, Étagnac, Exideuil, La Péruse, Pressignac, Saint-Quentin-sur-Charente, Saulgond in Suris s 8.041 prebivalci.
Kanton Chabanais je sestavni del okrožja Confolens.

## Zanimivosti
- Kraj se nahaja znotraj udarnega kraterja Rochechouart premera približno 20 kilometrov, ustvarjenega pred približno 200 milijoni let.
- župnijska cerkev sv. Sebastjana s kamnitim sarkofagom iz 13. stoletja,
- cerkev sv. Petra iz 18. stoletja,
- Arboretum du Chêne-Vert.

## Pobratena mesta
- Forfar (Škotska, Združeno kraljestvo),
- Giesen (Spodnja Saška, Nemčija).